# Arent Ronda
Arent Ronda (Zuidlaren, 22 maart 1922 - Zuidlaren, 30 december 1986) was een Nederlandse schilder.

## Leven en werk
Ronda was een zoon van onderwijzer Pieter Ronda en Trijntje Westera. Hij volgde vanaf 1939 een opleiding aan de Academie Minerva in de stad Groningen, met enige jaren onderbreking vanwege de Tweede Wereldoorlog. Vanaf 1950 werkte hij als tekenleraar, vanaf 1963 was hij docent tekenen en kunstgeschiedenis aan de chr. kweekschool in Groningen. In 1962 publiceerde hij Experimentele expressie: een methode voor artistieke vorming.
Hij was naast zijn docentschap actief als schilder en betrokken bij de oprichting van kunstkring De Drentse Schilders in 1946 en het Drents Schildersgenootschap in 1954. Hij schilderde fauvistisch en impressief. In de jaren vijftig werd Ronda adviseur van een verffabriek, waar hij zich bezighield met proeven met verfsoorten en -samenstellingen, dit leidde mede tot een meer experimenteel abstract eigen werk.

## Publicatie
- 1962 Experimentele expressie: een methode voor artistieke vorming. Den Haag: uitgeverij Lintel.

- Biografisch Portaal: 80302414
- RKD-Nederlands Instituut voor Kunstgeschiedenis: 67933
- Union List of Artist Names: 500099470
- Virtual International Authority File: 96416781